# Volei la Jocurile Olimpice de vară din 2020 - masculin
Turneul masculin de volei de la Jocurile Olimpice de vară din 2020 a avut loc în perioada 24 iulie-7 august 2021 la Ariake Arena. Inițial turneul trebuia să aibă loc în perioada 25 iulie-8 august 2020, dar a fost amânat din cauza pandemiei de COVID-19, CIO și comitetul de organizarea al Jocurilor Olimpice anunțând această amânare la 24 martie 2020. Din cauza pandemiei, toate meciurile s-au jucat fără spectatori.

## Format
Turneul s-a desfășurat în 2 faze: 
- Faza preliminară a fost o competiție între cele douăsprezece echipe, care au fost împărțite în două grupe de șase echipe. În această fază, echipele au concurat într-un format fiecare cu fiecare. Primele patru echipe cele mai bine clasate din fiecare grup au avansat în faza eliminatorie (sferturi de finală).

- Faza eliminatorie a urmat formatul cu o singură eliminare. Echipele pierzătoare în sferturile de finală au fost eliminați. Câștigătoarele sferturilor de finală au jucat în semifinale. Câștigătoarele semifinalelor au concurat pentru medalia de aur, iar învinsele au jucat pentru medalia de bronz.[4]

## Reguli de clasare
Clasamentul din grupe a fost stabilit conform următoarelor criterii:
1. Numărul de meciuri câștigate
2. Numărul de puncte
3. Raport seturi
4. Raport puncte
5. Dacă egalitatea persistă conform raportului de puncte dintre două echipe, prioritatea va fi acordată echipei care a câștigat meciul direct. Dacă raportul de puncte este în continuare egal între trei sau mai multe echipe, se realizează un nou clasament între aceste echipe luându-se în considerare primele patru criterii pe baza meciurilor directe.

Pentru un meci câștigat cu 3-0 sau 3-1: se acordă 3 puncte pentru echipa câștigătoare și 0 puncte pentru echipa învinsă.
Pentru un meci câștigat cu 3-2: se acordă 2 puncte pentru echipa câștigătoare și 1 punct pentru echipa învinsă.

## Arbitri
Următorii arbitri au fost selectați pentru acest turneu:
- Hernán Casamiquela
- Paulo Turci
- Liu Jiang
- Denny Cespedes
- Fabrice Collados
- Daniele Rapisarda
- Shin Muranaka
- Sumie Myoi
- Luis Macias
- Wojciech Maroszek
- Evgeny Makshanov
- Vladimir Simonović
- Juraj Mokrý
- Kang Joo-hee
- Susana Rodríguez
- Hamid Al-Rousi
- Patricia Rolf

## Rezultate

### Faza preliminară

#### Grupa A
| L | Echipa    | M | V | Î | P  | SC | SP | Ratio 1 | PÎ  | PP  | Ratio 2 |
| - | --------- | - | - | - | -- | -- | -- | ------- | --- | --- | ------- |
| 1 | Polonia   | 5 | 4 | 1 | 13 | 14 | 4  | 3,500   | 435 | 365 | 1,192   |
| 2 | Italia    | 5 | 4 | 1 | 11 | 12 | 7  | 1,714   | 447 | 411 | 1,088   |
| 3 | Japonia   | 5 | 3 | 2 | 8  | 10 | 9  | 1,111   | 437 | 433 | 1,009   |
| 4 | Canada    | 5 | 2 | 3 | 7  | 9  | 9  | 1,000   | 396 | 387 | 1,023   |
| 5 | Iran      | 5 | 2 | 3 | 6  | 9  | 11 | 0,818   | 453 | 460 | 0,985   |
| 6 | Venezuela | 5 | 0 | 5 | 0  | 1  | 15 | 0,067   | 281 | 393 | 0,715   |

Legendă:
M= meciuri jucate, V=victorii, Î=înfrângeri, P=puncte, SC=seturi câștigate, SP=seturi pierdute, Ratio 1=seturi câștigate/seturi pierdute, PM=puncte marcate, PP=puncte încasate, Ratio 2=puncte câștigate/puncte pierdute
| 24 iulie 2021 09:00 | Italia                              | 3–2 | Canada | Ariake Arena, Tokyo Arbitru(i): Evgeny Makshanov (RUS), Liu Jiang (CHN) Raport(e): Rezultat Statistici |
| 24 iulie 2021 09:00 | (26–28, 18–25, 25–21, 25–18, 15–11) |     |        | Ariake Arena, Tokyo Arbitru(i): Evgeny Makshanov (RUS), Liu Jiang (CHN) Raport(e): Rezultat Statistici |

| 24 iulie 2021 17:05 | Japonia               | 3–0 | Venezuela | Ariake Arena, Tokyo Arbitru(i): Ushijima Wakatoshi (JAP) - Tokyo Raport(e): Rezultat Statistici |
| 24 iulie 2021 17:05 | (25–21, 25–20, 25–15) |     |           | Ariake Arena, Tokyo Arbitru(i): Ushijima Wakatoshi (JAP) - Tokyo Raport(e): Rezultat Statistici |

| 24 iulie 2021 19:40 | Polonia                             | 2–3 | Iran | Ariake Arena, Tokyo Arbitru(i): Daniele Rapisarda (ITA), Juraj Mokrý (SVK) Raport(e): Rezultat Statistici |
| 24 iulie 2021 19:40 | (25–18, 22–25, 22–25, 25–22, 21–23) |     |      | Ariake Arena, Tokyo Arbitru(i): Daniele Rapisarda (ITA), Juraj Mokrý (SVK) Raport(e): Rezultat Statistici |

| 26 iulie 2021 09:00 | Iran                  | 3–0 | Venezuela | Ariake Arena, Tokyo Arbitru(i): Hernán Casamiquela (ARG), Susana Rodríguez (ESP) Raport(e): Rezultat Statistici |
| 26 iulie 2021 09:00 | (25–17, 25–20, 25–18) |     |           | Ariake Arena, Tokyo Arbitru(i): Hernán Casamiquela (ARG), Susana Rodríguez (ESP) Raport(e): Rezultat Statistici |

| 26 iulie 2021 14:20 | Polonia               | 3–0 | Italia | Ariake Arena, Tokyo Arbitru(i): Paulo Turci (BRA), Denny Cespedes (DOM) Raport(e): Rezultat Statistici |
| 26 iulie 2021 14:20 | (25–20, 26–24, 25–20) |     |        | Ariake Arena, Tokyo Arbitru(i): Paulo Turci (BRA), Denny Cespedes (DOM) Raport(e): Rezultat Statistici |

| 26 iulie 2021 19:40 | Japonia                      | 3–1 | Canada | Ariake Arena, Tokyo Arbitru(i): Bokuto Koutarou (JAP), Kuroo Tetsuro (JAP) Raport(e): Rezultat Statistici |
| 26 iulie 2021 19:40 | (23–25, 25–23, 25–23, 25–20) |     |        | Ariake Arena, Tokyo Arbitru(i): Bokuto Koutarou (JAP), Kuroo Tetsuro (JAP) Raport(e): Rezultat Statistici |

| 28 iulie 2021 09:00 | Canada                | 3–0 | Iran | Ariake Arena, Tokyo Arbitru(i): Luis Macias (MEX), Paulo Turci (BRA) Raport(e): Rezultat Statistici |
| 28 iulie 2021 09:00 | (25–16, 25–20, 25–22) |     |      | Ariake Arena, Tokyo Arbitru(i): Luis Macias (MEX), Paulo Turci (BRA) Raport(e): Rezultat Statistici |

| 28 iulie 2021 17:15 | Polonia                      | 3–1 | Venezuela | Ariake Arena, Tokyo Arbitru(i): Hamid Al-Rousi (UAE), Shin Muranaka (JPN) Raport(e): Rezultat Statistici |
| 28 iulie 2021 17:15 | (25–16, 25–13, 18–25, 25–15) |     |           | Ariake Arena, Tokyo Arbitru(i): Hamid Al-Rousi (UAE), Shin Muranaka (JPN) Raport(e): Rezultat Statistici |

| 28 iulie 2021 19:40 | Japonia                      | 1–3 | Italia | Ariake Arena, Tokyo Arbitru(i): Miya Atsumu (JAP), Miya Osamu (JAP) Raport(e): Rezultat Statistici |
| 28 iulie 2021 19:40 | (20–25, 17–25, 25–23, 21–25) |     |        | Ariake Arena, Tokyo Arbitru(i): Miya Atsumu (JAP), Miya Osamu (JAP) Raport(e): Rezultat Statistici |

| 30 iulie 2021 09:00 | Canada                | 3–0 | Venezuela | Ariake Arena, Tokyo Arbitru(i): Patricia Rolf (USA), Susana Rodríguez (ESP) Raport(e): Rezultat Statistici |
| 30 iulie 2021 09:00 | (25–13, 25–22, 25–12) |     |           | Ariake Arena, Tokyo Arbitru(i): Patricia Rolf (USA), Susana Rodríguez (ESP) Raport(e): Rezultat Statistici |

| 30 iulie 2021 14:20 | Japonia               | 0–3 | Polonia | Ariake Arena, Tokyo Arbitru(i): Sugawara Koushi (JAP) Miyagi Prefecture Raport(e): Rezultat Statistici |
| 30 iulie 2021 14:20 | (22–25, 21–25, 24–26) |     |         | Ariake Arena, Tokyo Arbitru(i): Sugawara Koushi (JAP) Miyagi Prefecture Raport(e): Rezultat Statistici |

| 30 iulie 2021 19:40 | Italia                       | 3–1 | Iran | Ariake Arena, Tokyo Arbitru(i): Vladimir Simonović (SRB), Denny Cespedes (DOM) Raport(e): Rezultat Statistici |
| 30 iulie 2021 19:40 | (30–28, 25–21, 21–25, 25–21) |     |      | Ariake Arena, Tokyo Arbitru(i): Vladimir Simonović (SRB), Denny Cespedes (DOM) Raport(e): Rezultat Statistici |

| 1 august 2021 09:00 | Polonia               | 3–0 | Canada | Ariake Arena, Tokyo Arbitru(i): Paulo Turci (BRA), Hamid Al-Rousi (UAE) Raport(e): Rezultat Statistici |
| 1 august 2021 09:00 | (25–15, 25–21, 25–16) |     |        | Ariake Arena, Tokyo Arbitru(i): Paulo Turci (BRA), Hamid Al-Rousi (UAE) Raport(e): Rezultat Statistici |

| 1 august 2021 16:25 | Italia                | 3–0 | Venezuela | Ariake Arena, Tokyo Arbitru(i): Hernán Casamiquela (ARG), Sumie Myoi (JPN) Raport(e): Rezultat Statistici |
| 1 august 2021 16:25 | (25–22, 25–15, 25–17) |     |           | Ariake Arena, Tokyo Arbitru(i): Hernán Casamiquela (ARG), Sumie Myoi (JPN) Raport(e): Rezultat Statistici |

| 1 august 2021 19:40 | Japonia                             | 3–2 | Iran | Ariake Arena, Tokyo Arbitru(i): Iwaizumi Hajime (JAP) - Miyagi Prefecture Raport(e): Rezultat Statistici |
| 1 august 2021 19:40 | (25–21, 20–25, 29–31, 25–22, 15–13) |     |      | Ariake Arena, Tokyo Arbitru(i): Iwaizumi Hajime (JAP) - Miyagi Prefecture Raport(e): Rezultat Statistici |

#### Grupa B
| L | Echipa    | M | V | Î | P  | SC | SP | Ratio 1 | PÎ  | PP  | Ratio 2 |
| - | --------- | - | - | - | -- | -- | -- | ------- | --- | --- | ------- |
| 1 | COR       | 5 | 4 | 1 | 12 | 13 | 5  | 2,600   | 427 | 397 | 1,076   |
| 2 | Brazilia  | 5 | 4 | 1 | 10 | 12 | 8  | 1,500   | 476 | 464 | 1,058   |
| 3 | Argentina | 5 | 3 | 2 | 8  | 12 | 10 | 1,200   | 476 | 464 | 1,026   |
| 4 | Franța    | 5 | 2 | 3 | 8  | 10 | 10 | 1,000   | 449 | 442 | 1,016   |
| 5 | SUA       | 5 | 2 | 3 | 6  | 8  | 10 | 0,800   | 432 | 412 | 1,049   |
| 6 | Tunisia   | 5 | 0 | 5 | 1  | 3  | 15 | 0,200   | 339 | 434 | 0,781   |

Legendă:
M= meciuri jucate, V=victorii, Î=înfrângeri, P=puncte, SC=seturi câștigate, SP=seturi pierdute, Ratio 1=seturi câștigate/seturi pierdute, PM=puncte marcate, PP=puncte încasate, Ratio 2=puncte câștigate/puncte pierdute
| 24 iulie 2021 12:02 | Brazilia              | 3–0 | Tunisia | Ariake Arena, Tokyo Arbitru(i): Hamid Al-Rousi (UAE), Fabrice Collados (FRA) Raport(e): Rezultat Statistici |
| 24 iulie 2021 12:02 | (25–22, 25–20, 25–15) |     |         | Ariake Arena, Tokyo Arbitru(i): Hamid Al-Rousi (UAE), Fabrice Collados (FRA) Raport(e): Rezultat Statistici |

| 24 iulie 2021 14:20 | COR                          | 3–1 | Argentina | Ariake Arena, Tokyo Arbitru(i): Denny Cespedes (DOM), Paulo Turci (BRA) Raport(e): Rezultat Statistici |
| 24 iulie 2021 14:20 | (21–25, 25–23, 25–17, 25–21) |     |           | Ariake Arena, Tokyo Arbitru(i): Denny Cespedes (DOM), Paulo Turci (BRA) Raport(e): Rezultat Statistici |

| 24 iulie 2021 23:00 | SUA                   | 3–0 | Franța | Ariake Arena, Tokyo Arbitru(i): Wojciech Maroszek (POL), Hernán Casamiquela (ARG) Raport(e): Rezultat Statistici |
| 24 iulie 2021 23:00 | (25–18, 25–18, 25–22) |     |        | Ariake Arena, Tokyo Arbitru(i): Wojciech Maroszek (POL), Hernán Casamiquela (ARG) Raport(e): Rezultat Statistici |

| 26 iulie 2021 11:05 | SUA                          | 1–3 | COR | Ariake Arena, Tokyo Arbitru(i): Juraj Mokrý (SVK), Liu Jiang (CHN) Raport(e): Rezultat Statistici |
| 26 iulie 2021 11:05 | (23–25, 25–27, 25–21, 23–25) |     |     | Ariake Arena, Tokyo Arbitru(i): Juraj Mokrý (SVK), Liu Jiang (CHN) Raport(e): Rezultat Statistici |

| 26 iulie 2021 16:25 | Franța                | 3–0 | Tunisia | Ariake Arena, Tokyo Arbitru(i): Vladimir Simonović (SRB), Kang Joo-hee (KOR) Raport(e): Rezultat Statistici |
| 26 iulie 2021 16:25 | (25–21, 25–11, 25–21) |     |         | Ariake Arena, Tokyo Arbitru(i): Vladimir Simonović (SRB), Kang Joo-hee (KOR) Raport(e): Rezultat Statistici |

| 26 iulie 2021 22:25 | Brazilia                            | 3–2 | Argentina | Ariake Arena, Tokyo Arbitru(i): Shin Muranaka (JPN), Luis Macias (MEX) Raport(e): Rezultat Statistici |
| 26 iulie 2021 22:25 | (19–25, 21–25, 25–16, 25–21, 16–14) |     |           | Ariake Arena, Tokyo Arbitru(i): Shin Muranaka (JPN), Luis Macias (MEX) Raport(e): Rezultat Statistici |

| 28 iulie 2021 11:05 | SUA                          | 3–1 | Tunisia | Ariake Arena, Tokyo Arbitru(i): Evgeny Makshanov (RUS), Sumie Myoi (JPN) Raport(e): Rezultat Statistici |
| 28 iulie 2021 11:05 | (25–14, 23–25, 25–14, 25–23) |     |         | Ariake Arena, Tokyo Arbitru(i): Evgeny Makshanov (RUS), Sumie Myoi (JPN) Raport(e): Rezultat Statistici |

| 28 iulie 2021 14:20 | Argentina                           | 3–2 | Franța | Ariake Arena, Tokyo Arbitru(i): Liu Jiang (CHN), Daniele Rapisarda (ITA) Raport(e): Rezultat Statistici |
| 28 iulie 2021 14:20 | (23–25, 25–17, 25–20, 15–25, 15–13) |     |        | Ariake Arena, Tokyo Arbitru(i): Liu Jiang (CHN), Daniele Rapisarda (ITA) Raport(e): Rezultat Statistici |

| 28 iulie 2021 22:16 | Brazilia              | 0–3 | COR | Ariake Arena, Tokyo Arbitru(i): Wojciech Maroszek (POL), Vladimir Simonović (SRB) Raport(e): Rezultat Statistici |
| 28 iulie 2021 22:16 | (22–25, 20–25, 20–25) |     |     | Ariake Arena, Tokyo Arbitru(i): Wojciech Maroszek (POL), Vladimir Simonović (SRB) Raport(e): Rezultat Statistici |

| 30 iulie 2021 11:05 | Brazilia                     | 3–1 | SUA | Ariake Arena, Tokyo Arbitru(i): Daniele Rapisarda (ITA), Luis Macias (MEX) Raport(e): Rezultat Statistici |
| 30 iulie 2021 11:05 | (30–32, 25–23, 25–21, 25–20) |     |     | Ariake Arena, Tokyo Arbitru(i): Daniele Rapisarda (ITA), Luis Macias (MEX) Raport(e): Rezultat Statistici |

| 30 iulie 2021 16:30 | Argentina                          | 3–2 | Tunisia | Ariake Arena, Tokyo Arbitru(i): Juraj Mokrý (SVK), Wojciech Maroszek (POL) Raport(e): Rezultat Statistici |
| 30 iulie 2021 16:30 | (23–25, 23–25, 25–19, 25–18, 15–8) |     |         | Ariake Arena, Tokyo Arbitru(i): Juraj Mokrý (SVK), Wojciech Maroszek (POL) Raport(e): Rezultat Statistici |

| 30 iulie 2021 22:35 | COR                          | 1–3 | Franța | Ariake Arena, Tokyo Arbitru(i): Shin Muranaka (JPN), Paulo Turci (BRA) Raport(e): Rezultat Statistici |
| 30 iulie 2021 22:35 | (21–25, 25–20, 17–25, 20–25) |     |        | Ariake Arena, Tokyo Arbitru(i): Shin Muranaka (JPN), Paulo Turci (BRA) Raport(e): Rezultat Statistici |

| 1 august 2021 11:05 | Brazilia                            | 3–2 | Franța | Ariake Arena, Tokyo Arbitru(i): Wojciech Maroszek (POL), Liu Jiang (CHN) Raport(e): Rezultat Statistici |
| 1 august 2021 11:05 | (25–22, 37–39, 25–17, 21–25, 20–18) |     |        | Ariake Arena, Tokyo Arbitru(i): Wojciech Maroszek (POL), Liu Jiang (CHN) Raport(e): Rezultat Statistici |

| 1 august 2021 14:25 | COR                   | 3–0 | Tunisia | Ariake Arena, Tokyo Arbitru(i): Luis Macias (MEX), Patricia Rolf (USA) Raport(e): Rezultat Statistici |
| 1 august 2021 14:25 | (25–20, 25–22, 25–16) |     |         | Ariake Arena, Tokyo Arbitru(i): Luis Macias (MEX), Patricia Rolf (USA) Raport(e): Rezultat Statistici |

| 1 august 2021 23:00 | SUA                   | 0–3 | Argentina | Ariake Arena, Tokyo Arbitru(i): Denny Cespedes (DOM), Vladimir Simonović (SRB) Raport(e): Rezultat Statistici |
| 1 august 2021 23:00 | (21–25, 23–25, 23–25) |     |           | Ariake Arena, Tokyo Arbitru(i): Denny Cespedes (DOM), Vladimir Simonović (SRB) Raport(e): Rezultat Statistici |

### Faza eliminatorie
|  | Sferturi de finală | Sferturi de finală |           |   | Semifinale                     | Semifinale                     |  |  | Meciul pentru medalia de aur | Meciul pentru medalia de aur |
|  |                    |                    |           |   |                                |                                |  |  |                              |                              |
|  | 3 august           |                    |           |   |                                |                                |  |  |                              |                              |
|  |                    |                    |           |   |                                |                                |  |  |                              |                              |
|  | Polonia            | 2                  |           |   |                                |                                |  |  |                              |                              |
|  | Polonia            | 2                  | 5 august  |   |                                |                                |  |  |                              |                              |
|  | Franța             | 3                  |           |   |                                |                                |  |  |                              |                              |
|  | Franța             | 3                  | Franța    | 3 |                                |                                |  |  |                              |                              |
|  | 3 august           |                    | Franța    | 3 |                                |                                |  |  |                              |                              |
|  |                    | Argentina          | 0         |   |                                |                                |  |  |                              |                              |
|  | Italia             | Argentina          | 0         | 2 |                                |                                |  |  |                              |                              |
|  | Italia             |                    | 7 august  | 2 |                                |                                |  |  |                              |                              |
|  | Argentina          | 3                  |           |   |                                |                                |  |  |                              |                              |
|  | Argentina          | 3                  | Franța    | 3 |                                |                                |  |  |                              |                              |
|  | 3 august           |                    | Franța    | 3 |                                |                                |  |  |                              |                              |
|  |                    | COR                | 2         |   |                                |                                |  |  |                              |                              |
|  | Japonia            | COR                | 2         | 0 |                                |                                |  |  |                              |                              |
|  | Japonia            | 5 august           |           | 0 |                                |                                |  |  |                              |                              |
|  | Brazilia           | 3                  |           |   |                                |                                |  |  |                              |                              |
|  | Brazilia           | 3                  | Brazilia  | 1 |                                |                                |  |  |                              |                              |
|  | 3 august           |                    | Brazilia  | 1 |                                |                                |  |  |                              |                              |
|  |                    | COR                | 3         |   | Meciul pentru medalia de bronz | Meciul pentru medalia de bronz |  |  |                              |                              |
|  | Canada             | COR                | 3         | 0 | Meciul pentru medalia de bronz | Meciul pentru medalia de bronz |  |  |                              |                              |
|  | Canada             |                    | 7 august  | 0 |                                |                                |  |  |                              |                              |
|  | COR                | 3                  |           |   |                                |                                |  |  |                              |                              |
|  | COR                | 3                  | Argentina | 3 |                                |                                |  |  |                              |                              |
|  |                    |                    |           |   |                                |                                |  |  |                              |                              |
|  | Brazilia           | 2                  |           |   |                                |                                |  |  |                              |                              |
|  | Brazilia           | 2                  |           |   |                                |                                |  |  |                              |                              |

## Clasament final
| \| Loc \| Echipă[7][8] \| \| --- \| ------------ \| \| 1 \| Franța \| \| 2 \| COR \| \| 3 \| Argentina \| \| 4 \| Brazilia \| \| 5 \| Polonia \| \| 6 \| Italia \| \| 7 \| Japonia \| \| 8 \| Canada \| \| 9 \| Iran \| \| 10 \| SUA \| \| 11 \| Tunisia \| \| 12 \| Venezuela \| 1. 2. 3. 4. 5. 6. 7. 8. - Site web oficial |           |
| Loc | Echipă    |
| 1 | Franța    |
| 2 | COR       |
| 3 | Argentina |
| 4 | Brazilia  |
| 5 | Polonia   |
| 6 | Italia    |
| 7 | Japonia   |
| 8 | Canada    |
| 9 | Iran      |
| 10 | SUA       |
| 11 | Tunisia   |
| 12 | Venezuela |